# Neil Best
Neil Andrew Cecil Best (Belfast, 4 marzo 1979) è un rugbista a 15 nordirlandese, internazionale per l'Irlanda, dal 2013 terza linea ala dei London Scottish.

## Biografia
Proveniente da Belfast, capitale dell'Irlanda del Nord, Best militava nelle giovanili dei Belfast Harlequins quando fu prelevato dalla squadra provinciale dell'Ulster nel 2002; autore di buone performance in Heineken Cup, si mise in luce a livello internazionale ed esordì per l'Irlanda nel 2005 a Dublino contro la Nuova Zelanda.
Nel 2006 si laureò campione celtico con l'Ulster.
Prese parte, con l'Irlanda, alla Coppa del Mondo di rugby 2007 disputando i quattro incontri in cui la squadra fu impegnata, ma non fu convocato per il successivo Sei Nazioni 2008; si trasferì quindi agli inglesi del Northampton nel tentativo di rilanciare anche la propria carriera internazionale, che tuttavia è tuttora ferma al 2007.
Con Northampton Best si aggiudicò la Challenge Cup 2008-09; in quella stagione fu sanzionato con una squalifica di 18 settimane per eye-gouging nei confronti di James Haskell in un incontro di campionato contro gli Wasps.
Ancora, nel 2010, subì una sospensione di 17 mesi della sua patente di guida dal tribunale di Coalville (Leicestershire) per avere guidato in stato di ebbrezza.
Alla fine della stagione di Premiership 2009-10 Best si trasferì al Worcester con un accordo biennale, eventualmente estendibile di un'ulteriore stagione; dopo tre anni, nel 2013 Best siglò un accordo biennale con la squadra anglo-scozzese dei London Scottish.

## Palmarès
- Celtic League: 1
Ulster: 2005-06
- Challenge Cup: 1
Northampton: 2008-09